# Vasilis Georgiadis
Vasilis Georgiadis (Βασίλης Γεωργιάδης), född 12 augusti 1921 vid Dardanellerna, Osmanska riket, död 30 april 2000, var en grekisk filmregissör och skådespelare. Två av hans filmer från 1960-talet blev nominerade till Oscar för bästa icke-engelskspråkiga film, Hotell Röda Lanternan – hamnbordellen i Pireus och To choma vaftike kokkino. Efter militärjuntans fall slutade Grekiska filmcentret att stödja filmer av Georgiadis och han arbetade istället för grekisk TV, där han regisserade flera högprofilerade TV-serier. År 1999 prisades han för sitt livsverk vid filmfestivalen i Thessaloniki.

## Filmografi
- 1956: Kyriakatikoi iroes
- 1959: Diakopes stin Kolopetinitsa
- 1959: Karagiozis, o adikimenos tis zois
- 1959: Krystallo
- 1959: Periplanomenoi Ioudaioi
- 1961: I katara tis manas
- 1961: I iposchesi
- 1962: Min erotevesai to Savvato…
- 1962: Orgi
- 1963: Hotell Röda Lanternan – hamnbordellen i Pireus (Ta kokkina fanaria)
- 1964: Gamos ala ellinika
- 1965: To choma vaftike kokkino
- 1966: I 7i imera tis dimiourgias
- 1968: Koritsia ston ilio
- 1968: Randevou me mia agnosti
- 1969: Amours pour toujours
- 1969: O blofatzis
- 1970: Sti machi tis Kritis
- 1971: Elliniko kalokeri (kortfilm)
- 1971: Ekino to kalokeri…
- 1975: O Hristos xanastavronetai (TV-serie)
- 1975: Synomosia sti Mesogio
- 1977: Oi pantheoi (TV-serie)
- 1978: Yungermann (TV-serie)
- 1993: Kathe pragma ston kairo tou (TV)